# Flesh Tone
Flesh Tone − piąty album studyjny amerykańskiej piosenkarki Kelis, wydany 14 maja 2010 roku.

## Lista utworów
- 1. "Intro" − 3:31
- 2. "22nd Century/Segue 1" − 4:55
- 3. "4th of July (Fireworks)/Segue 2" − 5:40
- 4. "Home/Segue 3" − 4:03
- 5. "Acapella/Segue 4" − 4:28
- 6. "Scream" − 3:30
- 7. "Emancipate/Segue 5" − 4:26
- 8. "Brave/Segue 6" − 3:32
- 9. "Song for the Baby" − 3:42

UK iTunes bonus track
- 10. "Acapella" (Benny Benassi Remix) − 6:18

US iTunes bonus track
- 10. "Carefree American" − 3:09

## Single
- "Acapella" (wydany 23 lutego 2010);
- "4th of July (Fireworks)" (wyd. 8 czerwca 2010);
- "Scream" (wyd. 3 października 2010);
- "Brave" (wyd. 6 stycznia 2011).

## Pozycje na listach przebojów
| Kraj/region       | Notowanie (2010)        | Wydawca              | Najwyższa pozycja |
| ----------------- | ----------------------- | -------------------- | ----------------- |
| Belgia (Flandria) | Top 50 Albums           | Ultratop             | 64                |
| Francja           | Top 200 Albums          | SNEP                 | 132               |
| Grecja            | Top 75 Albums           | IFPI Greece          | 12                |
| Holandia          | Top 100 Albums          | MegaCharts           | 81                |
| Irlandia          | Top 100 Albums          | IRMA                 | 54                |
| Niemcy            | Top 100 Albums          | Media Control Charts | 61                |
| Stany Zjednoczone | Billboard 200           | Billboard            | 48                |
| Stany Zjednoczone | Dance/Electronic Albums | Billboard            | 5                 |
| Szwajcaria        | Top 100 Albums          | Schweizer Hitparade  | 49                |
| Wielka Brytania   | Top 200 Albums          | OCC                  | 46                |